# Vela als Jocs Olímpics d'estiu de 1920 - 6,5 metres
La regata de vaixells de 6 metres i mig va ser una de les proves de vela que es van disputar al camp de regates d'Oostende durant els Jocs Olímpics d'Anvers de 1920. Hi van prendre part dos vaixells amb un total de sis participants procedents de dues nacionalitats. La competició es va disputar entre el 7 i el 9 de juliol de 1920.

## Medallistes
| Or                                                               | Plata                                                         | Bronze        |
| Països Baixos · OranjeJohan Carp · Petrus Wernink · Bernard Carp | França · Rose PomponAlbert Weil · Félix Picon · Robert Monier | No es concedí |

## Resultats finals
| Posició | Tripulació                            | Iot                    | Regata I | Regata I | Regata II | Regata II | Regata III | Regata III | Final |
| Posició | Tripulació                            | Iot                    | Pos.     | Punts    | Pos.      | Punts     | Pos.       | Punts      | Punts |
| ------- | ------------------------------------- | ---------------------- | -------- | -------- | --------- | --------- | ---------- | ---------- | ----- |
| 1       | Joop Carp Bernard Carp Petrus Wernink | Països Baixos · Oranje | NS       | NS       | 1         | 1         | 1          | 1          | 2     |
| 2       | Albert Weil Robert Monier Félix Picon | França · Rose Pompon   | NS       | NS       | 2         | 2         | 2          | 2          | 4     |

- NF - no finalitza / NS - no surt